# The Road Goes Ever On
The Road Goes Ever On ist ein Liederzyklus des britischen Schriftstellers und Philologen J. R. R. Tolkien, der von Donald Swann musikalisch umgesetzt und im Jahre 1967 erstmals veröffentlicht wurde.

## Inhalt
Vorwort
Im Vorwort erzählt Donald Swann, wie es dazu kam, dass er sich für einige der Gedichte aus dem Herrn der Ringe Melodien ausdachte. Bei einem Zusammentreffen (zwischen 1965 und 1967) mit Professor Tolkien im Hause von dessen Tochter Priscilla stellte sich heraus, dass Tolkien mit der Umsetzung weitgehend zufrieden war. Für die Melodie, mit der Swann Galadriëls Lied Namárië unterlegt hatte, schwebte ihm jedoch etwas anderes vor. Tolkien summte ihm einen gregorianischen Gesang vor und Swann passte diesen für eine Begleitung am Klavier an. Auf YouTube ist eine Interpretation des Liedes durch den Bassbariton William Elvin zu hören. Elvin hat Lied 1–8 auf der CD, die zur dritten, englischen Ausgabe des Buches herausgegeben wurde, gesungen. Das Vorwort endet mit den Worten „Lands there are to West of West, Where night is quiet and sleep is rest“.
Hintergrund
Zu den einzelnen Liedern sind Noten für die Instrumentalisierung mit Gitarre und Piano abgedruckt. Die Seiten sind von Tolkien mit elbischen Schriftzeichen verziert. Einige Texte sind sowohl in der Elbenschrift (Tengwarschreibweise) und Sprache (Quenya für Namárië und Sindarin für A Elbereth Gilthoniel) publiziert, als auch in der zugehörigen Übersetzung mit Anmerkungen und Hintergrundinformationen.
Dieses Buch ist nicht nur für Musikinteressierte gedacht, denn es trägt durch die Zusatzinformationen zum besseren Verständnis der Kulturen der verschiedenen mythologischen Wesen in Mittelerde bei. Es gibt einen Einblick in die linguistischen Hintergründe in Tolkiens Poesie mit grammatikalischen Erklärungen. Vor der Veröffentlichung des Silmarillion, war dieses Buch, neben den Anhängen im Herrn der Ringe die einzige öffentlich zugängliche Quelle über die Ersten Zeitalter von Mittelerde.

## Die Lieder

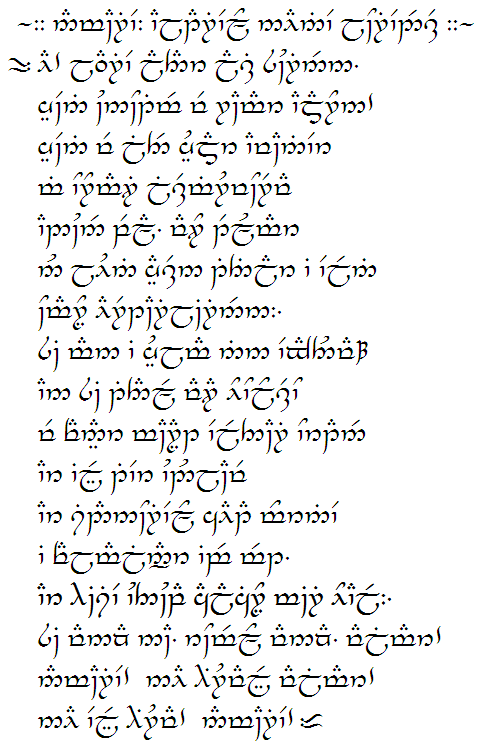
Namárië in Tengwar

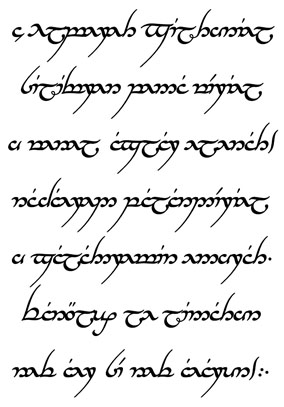
A Elbereth Gilthoniel in Tengwar

The Road Goes Ever On.Frodo zitiert am Beginn seiner Reise aus dem alten Wanderlied, das er von Bilbo kennt, dieser hatte es zuvor bei seinem plötzlichen Weggang aus Hobbingen selbst leise gesungen, nachdem er sich von Gandalf verabschiedet hatte. „Die Straße gleitet fort und fort, weg von der Tür, wo sie begann. …“ aus dem Herrn der Ringe Im ersten Buch (Die Gefährten – Der Ring wandert) Kapitel 1 (Ein lang erwartetes Fest, S. 53) und Kapitel 3 (Drei Mann hoch, S. 95). Zwei weitere Verse befinden sich im Buch 6 (Die Rückkehr des Königs – Das Ende des dritten Zeitalters), Kapitel 6 (Viele Abschiede, S. 1086) und Kapitel 9 (Die Grauen Anfurten, S. 1130).
Upon The Hearth The Fire Is Red.Dieses wurde Frodo von Bilbo beigebracht und sie sangen es oft gemeinsam. Es handelt von einer Wanderung durch Wald und Flur und enthält in den ersten vier Zeilen der dritten Strophe einen Teil des Liedes, welches in der Verfilmung des Herrn der Ringe von Pippin in Minas Tirith für Denethor gesungen wurde. „Daheim verblasst die Welt liegt nah, mit vielen Pfaden liegt sie da …“. Es wird als Wanderlied bezeichnet oder nach dem Liedanfang Der Herd ist rot von Feuersglut aus dem Herrn der Ringe Buch 1, Kapitel 3 (S. 99/100).
In the Willow-meads Of Tasarinan.Baumbarts Lied oder Ich ging durch die Fluren von Tasarinan im Frühling … aus dem Herrn der Ringe Buch 3 (Die zwei Türme – Isengards Verrat), Kapitel 4 (Baumbart, S. 520). Dies ist ein Lied, das der Ent Baumbart den Hobbits Merrie und Pippin vorsingt. Es handelt von den Gebieten des untergegangenen Beleriand, in denen Baumbart einst wanderte und die nur noch schöne Erinnerungen darstellen. Im Gegensatz zu seinem Dasein im Fangornwald, von dem er singt: „… Und ich wandere in Tauremorna, in Aldalómë, in meinem eigenen Reich, im Fangornlande, wo Wurzeln tief hinabreichen. Und die Jahre schichten sich höher als Laub unter Bäumen im Tauremornalómë.“ (Tauramorna, „Schwarzwald“, Aldalómë, „im Baumdunkel“, Tauramornalómë, „Schwarzwalddunkel“).
In Western Lands.Sams Lied im Orkturm. Sam ist verzweifelt und allein in dem Turm beim Pass von Cirith Ungol und weiß nicht mehr ein noch aus. Da denkt er an diesem so dunklen Ort an seine Heimat und beginnt leise und traurig Lieder aus seiner Kindheit zu singen. Plötzlich bilden sich in seinen Gedanken neue Worte zu einer Weise, er fasst neuen Mut und singt laut: „Im hellen Westen blüht es schon, von Knospen schwillt der Baum, die Finken üben ihren Ton, der Wildbach quirlt im Schaum. …“ aus dem Herrn der Ringe Buch 6 (Die Rückkehr des Königs – Das Ende des dritten Zeitalters), Kapitel 1 (Der Turm von Cirith Ungol, S. 998).
Namárië.Galadriëls Lied über Eldamar oder Ai! Laurië lantar lassi súrinen … (Ach! Wie Gold fallen die Blätter bedingt durch den Wind) aus dem Herrn der Ringe Buch 2 (Die Gefährten – Der Ring geht nach Süden), Kapitel 8 (Abschied von Lórien, S. 422/423). Namárië ist ein elbischer Abschiedsgruß, das Wort bedeutet englisch „farewell“, wörtlich bedeutet es „möge Gutes um dich sein“ oder „Glück sei mit dir“ (na- „es sei“, mara „Gutes, Segen“, -rië „umringt sein“). In dem Lied geht es um die Sehnsucht der Elbin Galadriël nach Valimar (Valarheim) dem Ort ihrer Geburt, von dem sie verbannt wurde, als sie sich entschloss Feanor zurück nach Mittelerde zu folgen.
Es ist der längste zusammenhängende Text den Tolkien in der Elbensprache Quenya hinterlassen hat. Galadriël singt dieses Lied, als sie die Gemeinschaft des Ringes aus Lothlóriën verabschiedet. Sie beklagt die unzählbaren Jahre, die seit ihrem Fortgang aus Valinor verstrichen sind und fragt sich ob sie jemals wieder die hohe Halle Manwes betreten und ihr Becher mit dem süßen Met gefüllt wird. In dieser Hoffnung wünscht sie besonders Frodo viel Glück bei seiner Mission, dass diese gelinge und so wenigstens er den Weg nach Valimar finden möge. „… Namárië! Nai hiruvalyë Valimar. Nai elyë hiruva. Namárië!“ (Tolkien gibt dafür in Englisch diese Übersetzung: „Farewell! Be it that – find willt-thou – Valimar. Be it that – even thou – find will [it]. Farewell!“ „Lebwohl! Es mag so sein – finden wirst du – Valimar. Es mag sein – gerade du – wirst finden [es]. Lebwohl!“).
I Sit Beside the Fire.Bilbos Lied aus dem Herrn der Ringe Buch 2 (Die Gefährten – Der Ring geht nach Süden), Kapitel 3 (Der Ring geht nach Süden, S. 314). Nachdem Bilbo Frodo in Imladris das Mithrilhemd und das Schwert Stich übergeben hat, bittet er ihn ihm alte Lieder und Erzählungen von seinem Abenteuer mitzubringen, damit er sie aufschreiben kann. Danach singt er dieses Lied, das vom Vergehen und dem ewigen Kreis des Lebens handelt. „Am Feuer sitze ich und denk an alles, was ich sah, und Sommerzeit und Falterflug von einst sind wieder da. …“
 A Elbereth Gilthoniel.aus dem Herrn der Ringe Buch 2 (Die Gefährten – Der Ring geht nach Süden), Kapitel 1 (Viele Begegnungen, S. 101/102 und 269, S. 269/803/1131).
| Original                 | Übersetzung (englisch, durch Tolkien)                            | Übersetzung (deutsch)                                        |
| ------------------------ | ---------------------------------------------------------------- | ------------------------------------------------------------ |
| A Elbereth Gilthoniel,   | O Elbereth Star-kindler                                          | Oh Elbereth Sternentzünderin,                                |
| silivren penna míriel    | (white) glittering slants down sparkling like jewels             | weiß-funkelnd senkt sich gleich Juwelen                      |
| o menel aglar elenath!   | from firmament glory (of) the star-host!                         | vom Himmel der Glanz der Sternenschar!                       |
| Na-chaered palan-díriel  | to-remote distance after-having-gazed from                       | In weite Ferne nach der ich habe geschaut aus                |
| o galadremmin ennorath,  | tree-tangled middle-lands,                                       | den baumdurchwirkten Mittellanden,                           |
| Fanuilos, le linnathon   | Fanuilos, to thee I will chant                                   | Fanuilos, zu Euch werde singen ich                           |
| nef aear, si nef aearon. | from this side of ocean, here from this side of the Great Ocean. | von diesseits der See, hier von diesseits des Großen Meeres! |

Tolkien selbst schrieb in einem seiner Briefe, dass es sich hier um das „Fragment einer Hymne“ handelt und gibt vor, dass dies lediglich eine Strophe von vielen sei. Im Herrn der Ringe gibt es drei Einträge zu dieser Hymne, die dort jedoch ohne Übersetzung abgedruckt sind. Das verwendete Sindarin dieses Liedes ist eine Variation, wie sie vorwiegend von den Lichtelben aus Imladris gesprochen wurde. Es ist beeinflusst durch das Quenya, ihre ursprüngliche Muttersprache. Sam ruft bei seinem Kampf mit der Spinne Kankra unbewusst (er ist des Elbischen nicht mächtig) Elbereth um Beistand an. „A Elbereth Gilthoniel o menel palan-díriel, le nallon sí di’nguruthos! A tiro nin, Fanuilos!“ („…, Euch rufe ich an hier unter dem Todesschatten! Oh schaut auf mich, Fanuilos!“).
Errantry.Irrfahrt aus den Abenteuern des Tom Bombadil. Veröffentlicht wurde das Gedicht erstmals 1933. Es beginnt mit den Worten: „There was a merry passenger, a messenger, a mariner: he built a gilded gondola to wander in, and had in her a load of yellow oranges and porridge for his provender; he perfumed her with marjoram and cardamom and lavender. …“ („Es war einmal ein Fahrensmann, vergnügt und immer oben an, der rüstete zu großer Fahrt, sein leichtes Schiff nach Gondelart, vergoldete es obendrein mit Gold aus echtem Sonnenschein, dann parfümierte er den Kahn mit Kardamom und Majoran, Lavendel fügte er hinzu und fuhr davon im aller Ruh.“) Es handelt von einem Seefahrer, seiner Suche nach einer Braut und seinen Abenteuern.

## Ergänzungen
In einigen späteren Ausgaben wurden noch folgende Lieder hinzugefügt:
Bilbo’s Last Song.Bilbos Abschiedslied. In der zweiten und dritten, englischen (Harper Collins, inklusive CD) Auflage des Buches.
Lúthien Tinúviel.Aus dem Silmarillion, Kapitel 19 (Von Beren and Lúthien, S. 239). Nur in der dritten Ausgabe (inklusive CD). Das kurze Lied ist in Grauelbisch (Sindarin) und hat folgenden Inhalt: „Ir ithil ammen Eruchín menel-vîr síla díriel si loth a galadh lasto dîn ar Hîr Annûn Gilthoniel le linnon im Tinúviel“ („Wenn der Mond auf uns Kinder Erus wie ein Himmelsjuwel strahlend herabblickt hier Blume und Baum lauschen still edle Herrin des Westens Gilthoniel [für] Euch singe ich Tinúviel.“)